# توم روجرز (لاعب كريكت)
توم روجرز (3 مارس 1994 - ) (بالإنجليزية: Tom Rogers)‏ هو لاعب كريكت أسترالي. لعب مع فريق تسمانيا للكريكت وHobart Hurricanes ‏.

## وصلات خارجية
- توم روجرز على موقع إي آس بي آن كريك إنفو (الإنجليزية)